# Свети Никола (Шопско Рудари)
Вижте пояснителната страница за други значения на Свети Никола.
„Свети Никола“ (на македонска литературна норма: „Свети Никола“) е късносредновековна православна църква в село Шопско Рудари, община Кратово, Северна Македония. Църквата е част от Кратовското архиерейско наместничество на Кумановско-Осоговската епархия на Македонската православна църква – Охридска архиепископия.
Църквата е паметник на културата. Представлява еднокорабна сграда, с двускатен покрив, частично вкопана. Зидана е от каменни блокове в розови, охрени, зелени и червени нюанси, което ѝ придава живописен облик. Забележителна е със зидания си иконостас, подобен на този в „Свети Георги“ в Старо Нагоричане или на „Свети Димитър“ в битолското село Градешница. Иконостасът и апсидалната ниша са изписани между 1567 и 1568 година и в този период, може би е изградена и самата църква.
В 1580 – 1581 година иконостасът се сдобива с царски двери, които са унищожени в долната си част. Запазена е горната част на сцената Благовещение и над нея старозаветните пророци Давид и Соломон. На северното крило пред изображението на Арханге Гавриил е изписан дарителски надпис: „† Пом[ени] Г[оспод]и. ра[ба] [тво]его. Сто[іка] и ѡ[т]ца его [...] и мати его Владоу. Ва л[ѣ]ть Ζ.Π.Θ м[сеца]. ма[іа] вь д[нь]“.
- Детайли от царските двери
- Пророк Давид
- Пророк Соломон
- Архангел Гавриил
- Света Богородица
- Дарителският надпис

Църквата е цялостно изписана в края на XVI или в първите десетилетия на XVII век от друга зографска група. В зоната на стоящите фигури на южния зид се отличава Дейсисът с Богородица Царица, Христос Велик Архиерей, който седи на необичен трон и Йоан Предтеча, придружени от патрона на църквата Николай Мирликийски и още двама монаси. На противоположния северен зид са изписани светии войни, а в западния дял на наоса две жени светци, Архангел Михаил и Св. св. Константин и Елена с Честния кръст. Цикълът на Великите празници в по-високите зони е уголемен с още две сцени от живота на Богородица – Рождеството и Въведението, а в свода покрай пет Христови лика се намира и допоясие на Богородица Ширшая небес с Богомладенеца на гърдите, както и в конхата на апсидалната ниша. Във фриза на пророците е интересно присъствието на две жени пророчици, Ана и Сибила.